# کریت (طبس)
کُریت، روستایی است از توابع بخش مرکزی شهرستان طبس استان خراسان جنوبی ایران.

## پیشینه
کُرین نام یکی از شهرهای مهم دوره ساسانی بوده است. روند ویرانی این شهر پس از گذر تاریخ درخشانش در دوره ساسانی و دوره اولیه اسلامی در حدود سده هفتم تسریع یافت. 
جیهانی در المسالک والممالک لفظ طبسین را شامل (طبس و کُرین) می‌داند و می‌نویسد:
 کُرین شهری است خردتر از قائن و از جمله گرمسیر است.
مقدسی در جایی قهستان را سرزمین پهناوری می داند و می‌نویسد :
سرزمین پهناوری است که ٨٠ فرسنگ سنگین و در ٨٠ است ولی بیشتر آن کوه‌ها و دشت‌های خشک و بی درخت فرا گرفته است قصبه آن قائن و شهرهایش تون، طبس، رقه،خوشت، خور، ینابذ و کُرین  است.
محمد طبسی در اواخر قرن هفتم و تاج الدین نسایی در اواسط قرن هشتم هجری کُرین را شهرکی متروک توصیف می‌کند.
سید حسین رئیس السادات در کتاب خویش تاریخ خراسان در سده نخست هجری طبسین را شامل طبس و کُرین می‌داند و می‌نویسد :
پس از چند سده در نزدیکی شهر تاریخی کُرین روستای کُریت شکل گرفته است. 

## جمعیت
این روستا در دهستان نخلستان قرار داشته و بر اساس سرشماری سال 1390  جمعیت آن 1903 نفر (560 خانوار) بوده است.

## آثار تاریخی
- سد کریت
- کاروانسرای کریت
- میرعم
- آبشارهای تفتو
- بافت تاریخی کریت